# Cầy hương
Cầy hương (danh pháp hai phần: Viverricula indica) là một loài thuộc họ Cầy (Viverridae).

## Phân bố và môi trường sống
Cầy hương được tìm thấy trong khu vực Đông Nam Á (bao gồm cả quần đảo Indonesia), Ấn Độ, miền nam Trung Quốc. Chúng là các sinh vật sống trên mặt đất và chủ yếu sinh sống trong các khu vực rậm cỏ hay cây bụi thấp như nương rẫy ven suối.

## Phân loài
- V. i. indica (Geoffroy Saint-Hilaire, 1803) — phân bố ở Nam Ấn Độ từ dãy Ghat Tây tới dãy Ghat Đông và phía bắc hồ Chilika tại bờ biển phía đông;[2]
- V. i. pallida (Gray, 1831) — Phạm vi ở miền nam Trung Quốc và Đài Loan;[3]
- V. i. bengalensis (Gray và Hardwicke, 1832) — sinh sống ở vùng đồng bằng của Bắc Ấn Độ, phía nam sông Hằng, từ Kolkata đến Gujerat, và có thể ở tỉnh Sind;[2]
- V. i. deserti (Bonhote, 1898) — đã được mô tả ở Rajputana của Ấn Độ;[2]
- V. i. thai (Kloss, 1919) — phân bố ở Thái Lan, bán đảo Đông Dương, và Myanmar;[2]
- V. i. muriavensis (Sody, 1931) — được mô tả ở Java và Bali;[4]
- V. i. mayori (Pocock, 1933) — phân bố ở Sri Lanka;[2]
- V. i. wellsi (Pocock, 1933) — phân bố ở huyện Kangra, Kumaun, và tỉnh United của Ấn Độ;[2]
- V. i. baptistæ (Pocock, 1933) — phạm vi từ Bhutan và Thượng Bengal đến bang Assam của Ấn Độ.[2]

## Mô tả
Cầy hương trưởng thành có thân dài khoảng 55–75 cm (21-29 inch), cân nặng khoảng 2–4 kg (4,5-9 pao). Nó có bộ lông với màu hung hung nâu vàng tới xám bẩn là chủ đạo. Hai tai và mõm hơi đen. Dọc sống lưng có các vệt màu đen, phần hông có các vệt (hay đốm) đen mờ xếp thành hàng chạy dọc từ vai xuống mông (phần mông rõ nét hơn). Đuôi dài khoảng 35–50 cm (khoảng hai phần ba thân) với các vòng đen trắng xen kẽ nhau (7-10 vòng mỗi loại). Bốn chân ngắn, màu đen. Con đực có tuyến xạ nằm giữa kế hai tình hoàn.

## Sinh thái và tập tính
Cầy hương là động vật ăn đêm và thông thường sống đơn độc. Chúng ăn thịt (mặc dù có ăn các loại hoa quả hay rễ cây non) nên thức ăn chủ yếu của chúng là các loại có nguồn gốc động vật như chuột, sóc, chim nhỏ, thằn lằn, sâu bọ, trứng. Mùa sinh sản không rõ ràng nhưng tập trung chủ yếu trong các tháng 4-6. Chúng là loài thú nhiều chu kỳ động dục trong năm. Con non sinh trong hang và được con mẹ cho bú. Mỗi lứa đẻ khoảng 4-5 con. Chu kỳ mang thai không rõ. Độ tuổi thuần thục sinh lý không rõ. Tuổi đời trong nuôi nhốt khoảng 22 năm, trong tự nhiên không rõ, tuy có tài liệu cho rằng khoảng 8-9 năm.

## Tình trạng bảo tồn
Do cầy hương đực có tuyến xạ nằm giữa hai tinh hoàn, được con người sử dụng trong sản xuất nước hoa cũng như đôi khi bị coi là nguồn cung cấp thực phẩm nên mối đe dọa chính đối với loài này là con người. Hiện nay tại Việt Nam, loài cầy hương đã được con người thuần hóa và chăn nuôi bởi giá trị kinh tế mà nó mang lại.